# Землетрясение в Перу (2007)

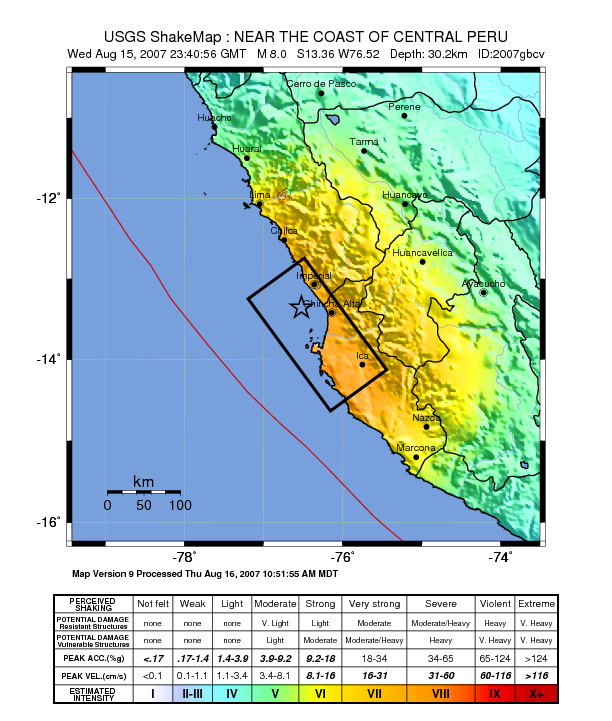

Землетрясение в Перу — землетрясение магнитудой 8, зарегистрированное 15 августа 2007 года в 18:40:57 по местному лимскому времени или в 23:40:57 по всемирному координированному времени, продолжавшееся 150 секунд. Погибло 514 человек, ранено около 1100.
Больше всего пострадал город Писко неподалёку от эпицентра, 80 % зданий города было разрушены. Рухнул также католический собор Сан Клементе во время службы, отчего погибло 100 человек.